# Улица Залесского (Новосибирск)
Улица Залесского (прежде Клиническая) — улица в Заельцовском районе Новосибирска. Начинается от улицы Дуси Ковальчук, идёт на северо-запад и заканчивается, образуя перекрёсток с улицами Северной и Анодной. К улице Залесского также примыкают улицы Территория горбольницы, Медкадры и Даргомыжского.

## Название
Улица названа в честь Григория Залесского, доктора медицинских наук, профессора и основоположника сибирской научной и клинической школы терапевтов.

## Архитектура
- Окружная больница (Горбольница) — комплекс зданий в стиле конструктивизма, построенный в 1930—1937 годах. Здания больницы привели в восторг Роберта Байрона, известного британского путешественника и писателя, который сделал несколько фотоснимков комплекса[2].

- Главный корпус НИИЖТа — здание в стиле классицизма, построенное в 1955 году, расположено на углу улиц Дуси Ковальчук и Залесского. Архитектор — В. С. Масленников[3].

## Организации
- Сибирский государственный университет путей сообщения
- Новосибирский государственный медицинский университет
- Новосибирский медицинский колледж
- Городская клиническая больница № 1
- Клиника иммунопатологии
- Пограничное управление ФСБ России по Новосибирской области